# 代林庫尤
代林庫尤（土耳其語：Derinkuyu）是土耳其的城鎮，由內夫謝希爾省負責管轄，位於該國中部，距離首府內夫謝希爾29公里，面積445平方公里，海拔高度1,300米，2008年人口10,399。

## 外部連結
- District governor's official website （页面存档备份，存于） （土耳其語）
- District municipality's official website （页面存档备份，存于） （土耳其語）